# Saint-Alban (Ain)
Saint-Alban és un municipi francès situat al departament de l'Ain i a la regió d'Alvèrnia-Roine-Alps. L'any 2007 tenia 179 habitants.

## Demografia

### Població
El 2007 la població de fet de Saint-Alban era de 179 persones. Hi havia 62 famílies de les quals 16 eren unipersonals (4 homes vivint sols i 12 dones vivint soles), 17 parelles sense fills i 29 parelles amb fills.
La població ha evolucionat segons el següent gràfic:
Habitants censats

### Habitatges
El 2007 hi havia 91 habitatges, 69 eren l'habitatge principal de la família, 16 eren segones residències i 6 estaven desocupats. 88 eren cases i 3 eren apartaments. Dels 69 habitatges principals, 56 estaven ocupats pels seus propietaris, 7 estaven llogats i ocupats pels llogaters i 5 estaven cedits a títol gratuït; 1 tenia dues cambres, 7 en tenien tres, 24 en tenien quatre i 36 en tenien cinc o més. 60 habitatges disposaven pel capbaix d'una plaça de pàrquing. A 27 habitatges hi havia un automòbil i a 33 n'hi havia dos o més.

### Piràmide de població
La piràmide de població per edats i sexe el 2009 era:
| Homes | Edats   | Dones |
| ----- | ------- | ----- |
| 0     | 95 o +  | 8     |
| 0     | 90 a 94 | 0     |
| 0     | 85 a 89 | 0     |
| 0     | 80 a 84 | 0     |
| 4     | 75 a 79 | 4     |
| 20    | 70 a 74 | 4     |
| 0     | 65 a 69 | 12    |
| 0     | 60 a 64 | 0     |
| 12    | 55 a 59 | 0     |
| 4     | 50 a 54 | 4     |
| 4     | 45 a 49 | 4     |
| 0     | 40 a 44 | 0     |
| 0     | 35 a 39 | 0     |
| 8     | 30 a 34 | 4     |
| 0     | 25 a 29 | 4     |
| 0     | 20 a 24 | 0     |
| 4     | 15 a 19 | 0     |
| 0     | 10 a 14 | 0     |
| 0     | 5 a 9   | 4     |
| 0     | 0 a 4   | 8     |

## Economia
El 2007 la població en edat de treballar era de 83 persones, 62 eren actives i 21 eren inactives. De les 62 persones actives 61 estaven ocupades (33 homes i 28 dones) i 1 aturada (1 dona i 1 dona). De les 21 persones inactives 9 estaven jubilades, 7 estaven estudiant i 5 estaven classificades com a «altres inactius».

### Ingressos
El 2009 a Saint-Alban hi havia 61 unitats fiscals que integraven 160 persones, la mediana anual d'ingressos fiscals per persona era de 16.901,5 €.

### Activitats econòmiques
Dels 4 establiments que hi havia el 2007, 1 era d'una empresa de comerç i reparació d'automòbils, 2 d'empreses de serveis i 1 d'una empresa classificada com a «altres activitats de serveis».
L'any 2000 a Saint-Alban hi havia 12 explotacions agrícoles.

## Poblacions més properes
El següent diagrama mostra les poblacions més properes.